# ナイン・デイズ (2020年の映画)
『ナイン・デイズ』（原題:Nine Days）は2020年に公開されたアメリカ合衆国のドラマ映画である。監督はエドソン・オダ、主演はウィンストン・デュークが務めた。本作はオダの長編映画監督デビュー作である。
本作は日本国内で劇場公開されなかったが、2022年3月2日にデジタル配信が始まる予定である。

## 概略
魂がこの世に生れ落ちる前の世界。ウィルは砂漠にポツンと立つ一軒家に暮らしながら、「この世」に生まれるべき魂を見極める業務を遂行していた。ウィルは選ばれなかった魂には消滅という過酷な運命が待っているため、彼/彼女らに美しい思い出をプレゼントすることを常としていた。それは消える魂にせめてもの慰めを与えたいという思いからの行動であったが、ウィル自身にとっても罪悪感の軽減をもたらすものであった。
そんなある日、ウィルの下にアマンダという女性が「この世」で自殺したとの一報が届いた。アマンダはかつてウィルの裁定で「この世」に生まれることができた魂であった。ウィルは「何故アマンダは自殺してしまったのか」という問いを胸に秘めつつ、彼女の後任を選ぶべく、いつものように9日間の選考に臨んだ。当初、ウィルは候補者たちを前に平然を装っていたが、彼/彼女らとやり取りの中で、自分やその職務の存在意義について問い直さざるを得なくなっていく。

## キャスト
※括弧内は日本語吹替。
- ウィル：ウィンストン・デューク（白熊寛嗣）
- エマ：ザジー・ビーツ（佐古真弓）
- ケイン：ビル・スカルスガルド（日野聡）
- キョウ：ベネディクト・ウォン（坂詰貴之）
- アレクサンダー：トニー・ヘイル（小野寺悠貴）
- マイク：デイヴィッド・リズダール（石毛翔弥）
- マリア：アリアナ・オルティス（新井笙子）
- コリーン：ジェラルディン・ヒューズ（木村香央里）
- ルイーザ：エリカ・ヴァスケス
- アン：ペリー・スミス（中村綾）
- 8歳のアマンダ：エリザ・デ・アセベド・ブラウン（引坂理絵）
- アマンダ：リサ・スターレット（夏目あり沙）
- アマンダの母：ブランディ・ピッチャー（村田遥）
- リック：スターリン・イングリッシュ（平井貴大）

日本語吹替その他：石黒史剛、川原元幸、坂本佳史、高野憲太朗、戸張琴子
日本語版制作スタッフ　演出：打越領一、翻訳：三島侑也、調整：菊池悟史、制作：ACクリエイト

## 製作・音楽
2019年6月7日、ウィンストン・デューク、ザジー・ビーツ、ビル・スカルスガルド、ベネディクト・ウォンが本作に出演することになったと報じられた。7月、本作の主要撮影がユタ州で始まった。8月、トニー・ヘイルがキャスト入りした。12月24日、アントニオ・ピントが本作で使用される楽曲を手掛けるとの報道があった。2021年7月9日、ワーナー・クラシックスが本作のサウンドトラックを発売した。

## 公開・マーケティング
当初、本作は2021年初頭に全米公開される予定だったが、後に公開日は同年7月30日に設定された。
2020年1月27日、本作はサンダンス映画祭でプレミア上映された。2月21日、ソニー・ピクチャーズ・クラシックスが本作の全米配信権を獲得したと報じられた。10月13日、本作のオフィシャル・トレイラーが公開された。

## 評価
本作は批評家から高く評価されている。映画批評集積サイトのRotten Tomatoesには72件のレビューがあり、批評家支持率は86%、平均点は10点満点で7.6点となっている。サイト側による批評家の見解の要約は「エドソン・オダ監督は衝撃的なデビューを果たした。『ナイン・デイズ』は人生の意味を題材にした刺激的かつ優美な映画であり、ウィンストン・デュークの瞠目すべき名演がその出来映えを良いものにしている。」となっている。また、Metacriticには13件のレビューがあり、加重平均値は71/100となっている。
本作は第36回インディペンデント・スピリット賞で助演男優賞（ウォン）と第一回作品賞の2部門にノミネートされたが、受賞には至らなかった。